# هنری بووری
هنری بووری (انگلیسی: Henry Bouverie; ۱۱ july ۱۷۸۳ – ۱۴ نوامبر ۱۸۵۲ (۶۹ ساله)) فرد نظامی اهل پادشاهی بریتانیای کبیر بود. وی همچنین برندهٔ جوایزی همچون نشان حمام شده‌است.